# C-HTML
C-HTML (od ang. compact HTML) – podzbiór HTML dla telefonów komórkowych NTT DoCoMo, zawierający kilka rozszerzeń nie znajdujących się w standardowym HTML.
C-HTML został opracowany w 1998 r. przez japońską firmę ACCESS, jako alternatywa dla WML (w przeciwieństwie do niego nie zawiera „kartowej” struktury) i XHTML Basic.  Strony zapisany w tym języku mogą być oglądane w przeglądarce internetowej i tworzone w edytorze HTML.
W perspektywie C-HTML zostanie zastąpiony przez XHTML Basic.